# マダライルカ
マダライルカ（斑海豚、Stenella attenuata）はクジラ目ハクジラ亜目マイルカ科スジイルカ属に属するイルカである。アラリイルカ（安良里海豚）とも呼ばれるが、これは本種のイルカ猟を行っていた伊豆半島の「安良里」に由来している。
マグロ用の魚網による混獲で数百万頭が混獲によって間違えて捕えられたため、絶滅が懸念されたことがある。1980年代に入り、東太平洋に棲息する数百万頭を保護するために、「イルカにやさしい漁法で捕獲したマグロ」 (dolphin-friendly tuna) とそれを示す「Dolphin safe label（英語版）」が登場した。

## 分類学
マダライルカは、1846年、Grayによって新種として報告された。
Grayの最初の分類では、現在では別の種に分類されているタイセイヨウマダライルカも同じ種とされていた。属名 Stenella も種小名 attenuata もラテン語の「細い」、「薄い」といった語に由来する。
1998年のRiceの研究によると三つの亜種が存在する。三つのうちの二つの亜種には正式な名前が付けられていない。
- Stenella attenuata subspecies A － 東太平洋の遠洋に棲息
- Stenella attenuata subspecies B － ハワイ島周辺に棲息
- Stenella attenuata graffmani － メキシコからペルーにかけての沿岸に棲息

## 形態
吻は細長く、成体では唇の部分が白くなる。胴体は細身の流線型。喉や腹部は白あるいは淡い灰色で、斑は少ない。横腹と背は3色から成り、腹側が一番明るい灰色、背は濃い灰色で、境界には灰色の帯状の模様がある。これらの斑は成長するにつれ増える。長く湾曲した背びれは背と同じ色である。
生まれた直後の体長は80cmから90cm、成体の体長は雄が2.4mで雌が2m程度に達し、体重は120kg以下であるが、大きさや体色は生息域によってかなり異なる。
特に遠洋に棲息するものと沿岸に棲息するものの違いが大きく、沿岸に棲息する個体の方が大きく、模様の斑（まだら）がはっきりする。メキシコ湾周辺に棲息する個体は、成体でも斑模様がほとんどない。遠洋と沿岸の差異は大きく、上述のように東太平洋だけでも二つの亜種（S. a. AとS. a. graffmani）に分けられる。
成体では斑模様が一番わかりやすい特徴であるが、若い個体は一般的にはもっと一様な体色であるため、ハンドウイルカと混同しやすい。大西洋においては、タイセイヨウマダライルカと混同しやすい。

## 生息数と分布

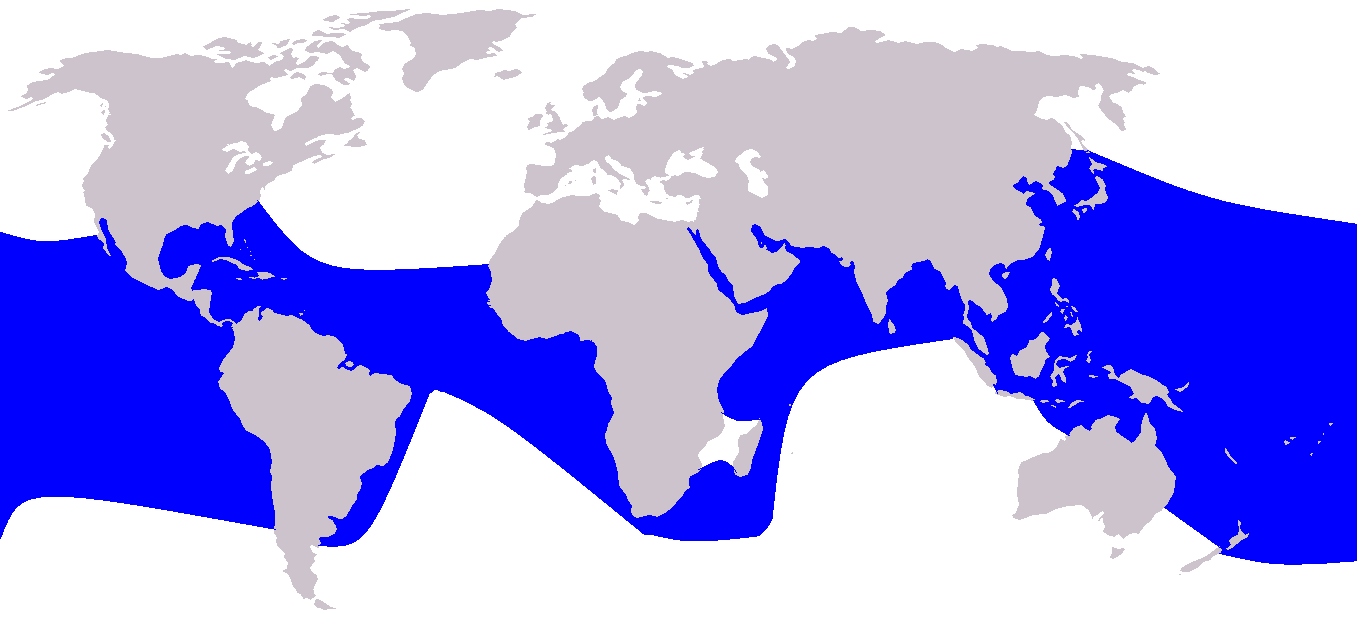
マダライルカの生息域

マダライルカは世界中の温帯、亜熱帯、熱帯の海域、大雑把に言うと北緯40度から南緯40度の海域に棲息する。全生息数はおよそ300万頭以上であり、クジラ目の生物としてはハンドウイルカに次いで2番目に多い。
うち、東太平洋に200万頭が生息する。しかし、1950年代には700万頭が棲息していたと見られるので、半分以下に減少したことになる。
浅く、25℃以上の暖かい海域での生息数が一番多い。また、温度差の大きい海域も好む。
しかし、相模湾や駿河湾の様に、おそらくイルカ猟の影響で大きく影響を受けた地域には近年の安定した回遊や分布が消失したと思わしい事例も存在する。

## 生態

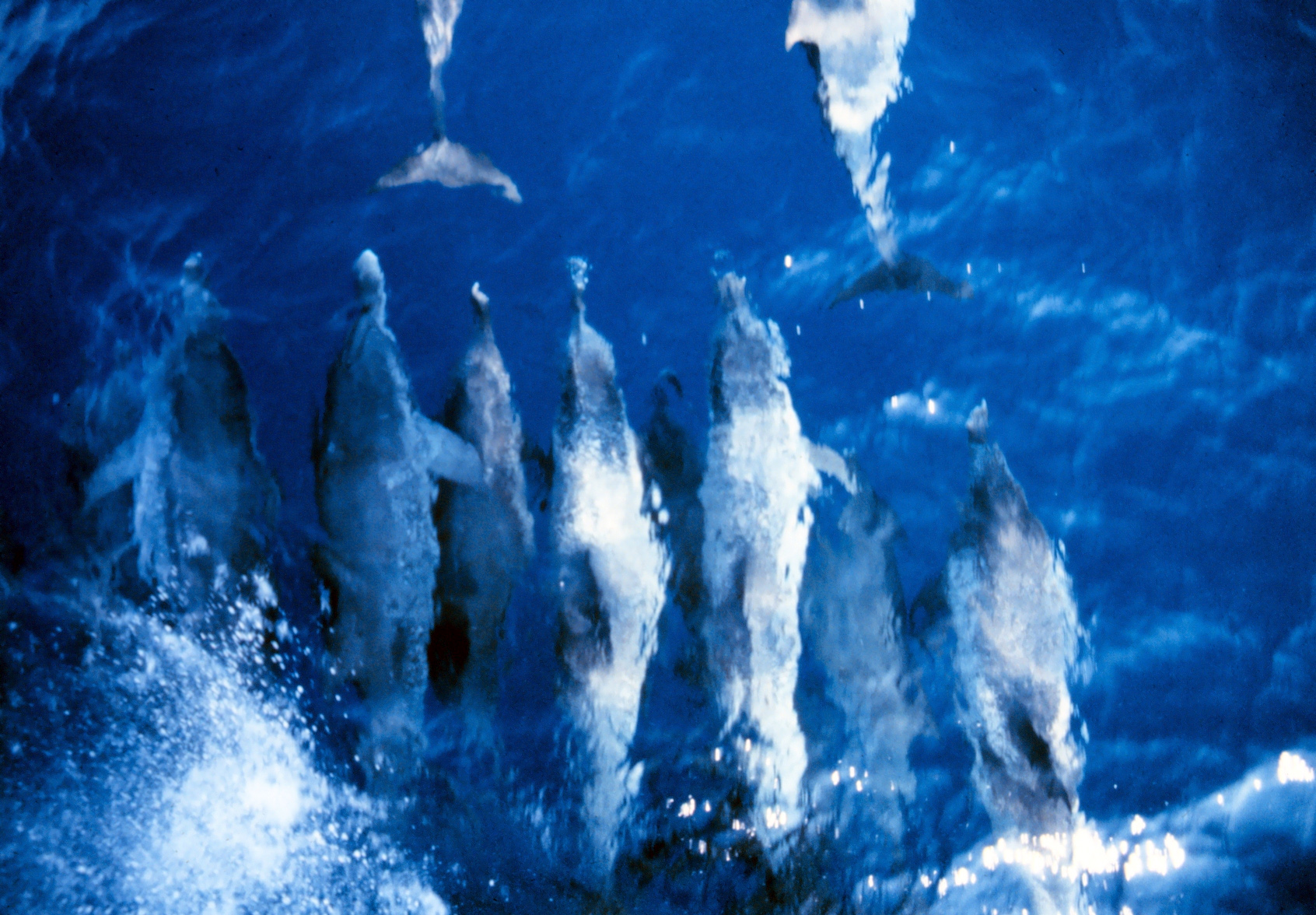
米国海洋大気局 (NOAA) の船 RUDE を追いかけて泳ぐマダライルカ

マダライルカの行動は非常に活発であり、水面から大きくジャンプする行動もとる。1秒強の間、ジャンプすることもある。船が作る船首波を跳んだりなどの「遊び」も良く行う。
東太平洋においてはキハダマグロと一緒に泳ぐことが多く、これがマグロとの混獲の問題の一因になる。詳細は本記事の「人間との関り」を参照。マダライルカはマグロを餌としているわけではなく、マグロと共に同じ小魚類を餌としているために、一緒に泳いでいるに過ぎない。
生息域によっては、イカなどの頭足類や甲殻類も食べる。
雌は10年、雄は12年でそれぞれ性成熟する。寿命はおよそ40年である。

## 人間との関り
上記の通り、かつて伊豆半島においてスジイルカと共に大規模なイルカ猟の対象とされていた。
そのほか、主にツナ缶（マグロの缶詰）用のマグロ漁による混獲が原因で、特に東太平洋におけるマダライルカの生存が脅かされた時期があった。
1960年代から1970年代にかけては、まき網 (purse seine) を用いたマグロ漁により、混獲されていた。こうしたマグロ漁によって、約25年間で、東太平洋の75%、世界中の半数以上のマダライルカが減少したとされる。イルカに優しい商品は、鯨類保護団体 (Whale and Dolphin Conservation Trust) による承認を受けることがある。
日本では、太地町立くじらの博物館での飼育が知られる。